# كهرمان (فلم)
كهرمان هو فيلم سينمائي مصري من إنتاج عام 1958.

## قصة الفيلم
طالب من دمنهور يلتحق بجامعة (الإسكندرية)، يذهب مع زملائه الثلاثة لقضاء سهرة في إحدى الملاهي الليلية المتواضعة، وتلفت راقصة الملهى انتباهه، فيتقرب إليها وسرعان ما تنشأ بينهما علاقة حب ويهجر الطالب دراسته لتتصاعد الأحداث .

## فريق العمل
- قصة وسيناريو: فريد شوقي
- إخراج وسيناريو وحوار: السيد بدير
- كلمات الأغاني: فتحي قورة، إسماعيل الحبروك
- ألحان الأغاني: محمد الموجي، محمود الشريف
- موسيقى تصويرية: فؤاد الظاهري

## بطولة
- هدى سلطان
- يحيى شاهين
- عبدالمنعم إبراهيم
- فردوس محمد
- رياض القصبجي
- زينات علوي
- جمال سامي
- محمد توفيق
- فهمي عمر

## وصلات خارجية
- مقالات تستعمل روابط فنية بلا صلة مع ويكي بيانات